# 古来風体抄
『古来風体抄』（こらいふうていしょう）は、鎌倉時代初期に成立した歌学書。初撰本（1197年成立）と再撰本（1201年成立）がある。

## 概要
初撰本は後白河院の皇女である式子内親王（1149年－1201年）が、公卿で歌人の藤原俊成（1114年－1204年）に依頼して執筆されたものとされる。再撰本も式子内親王の依頼によるものと見られている。なお、初撰本と再撰本との間には初撰本を改稿したと見られる撰本が残されている。
『万葉集』から191首、『千載和歌集』までの勅撰和歌集から395首（再撰本では398種）を抄出しており、和歌の歴史を述べるとともに、和歌を詠むことは題材の対象の本性を明らかにするということであるとしている。『万葉集』に忠実な原文・題詞・左註を持ち、『万葉集』の校勘資料としての価値を持つ。